# Памятник Габдулле Тукаю (Астрахань)
Памятник Габдулле Тукаю установлен в Астрахани в сквере имени Габдуллы Тукая на пересечении улиц Александрова и Адмирала Нахимова в Советском районе.

## История
Памятник, посвящённый великому татарскому народному поэту, литературному критику, публицисту, общественному деятелю и переводчику Габдулле Тукаю был открыт 27 мая 2013 года. На торжественной церемонии открытия памятника присутствовали губернатор Астраханской области А. А. Жилкин и делегация Республики Татарстан, которую возглавил Председатель Государственного Совета Республики Татарстан Ф. Х. Мухаметшин. А. А. Жилкин и Ф. Х. Мухаметшин вместе перерезали красную ленточку, открыв памятник.
Памятник татарскому поэту, жившему в Астрахани в 1911 г., был создан по просьбе общественной организации «Дуслык» и подарен городу правительством Республики Татарстан. Памятник установлен в жилом микрорайоне, в месте давнего проживания татар — бывшей татарской слободе. Проект памятника разработал Баки Урманче, а воплотил его в бронзе его ученик Владислав Авдеев. Памятник был отлит в Казани. После открытия памятника рядом с ним были прочитаны стихи Габдуллы Тукая, а также был проведён концерт артистов Казани и коллективов местной самодеятельности татарской общины.
В ночь с 9 на 10 декабря 2020 года памятник вандализировали, облив синей краской и нарисовав свастику.